# Barišál
Barišál je město v Bangladéši. Leží na břehu řeky Kirtankhola v jižní části země. Je správním a nejlidnatějším městem Barišálské oblasti. V roce 2022 zde žilo přibližně 387 tisíc obyvatel. Vzniklo v roce 1876 v dobách Britské Indie. Po Dháce a Čitágáonu je třetím nejvýznamnějším finančnickým centrem v zemi. V minulosti bylo město označováno jako "Benátky východu" nebo "Bengálské benátky". 
Přibližně 90 % obyvatel města vyznává islám, dalších 9 % obyvatel jsou hinduisté a necelé 1 % obyvatel vyznává křesťanství. Většinovým etnikem ve městě jsou Bengálci. Leží zde Letiště Barišál a říční Barišálský přístav. Kromě toho se zde nachází Barišálská univerzita. 